# Fazendas de Almeirim
Fazendas de Almeirim é uma vila portuguesa sede da Freguesia de Fazendas de Almeirim do Município de Almeirim, freguesia com 58,3 km² de área e 6352 habitantes (censo de 2021), tendo, assim, uma densidade populacional de 109 hab./km².
A Freguesia de Fazendas de Almeirim foi criada pelo decreto-lei 40.812, de 19 de outubro de 1956, com lugares das freguesias de Almeirim e Raposa.
Por sua vez, a principal povoação e sede da freguesia, Fazendas de Almeirim, foi elevada à categoria de vila em 16 de agosto de 1991. Inicialmente a Lei n.º 80/91 que elevou a povoação a vila estabelecia que a mesma passava a denominar-se Vila de Fazendas de Almeirim, mas a Rectificação n.º 21/91, de 21 de dezembro veio restabelecer a designação anterior.

## Demografia
A população registada nos censos foi:
| Distribuição da População por Grupos Etários | Distribuição da População por Grupos Etários | Distribuição da População por Grupos Etários | Distribuição da População por Grupos Etários | Distribuição da População por Grupos Etários |
| -------------------------------------------- | -------------------------------------------- | -------------------------------------------- | -------------------------------------------- | -------------------------------------------- |
| Ano                                          | 0-14 Anos                                    | 15-24 Anos                                   | 25-64 Anos                                   | > 65 Anos                                    |
| 2001                                         | 893                                          | 870                                          | 3642                                         | 1237                                         |
| 2011                                         | 1021                                         | 596                                          | 3714                                         | 1618                                         |
| 2021                                         | 795                                          | 623                                          | 3164                                         | 1770                                         |

## Património
- Paço Real dos Negros, incluindo uma azenha e terrenos confinantes

## Heráldica
- Armas - Escudo equipolado de verde e prata, a primeira peça de prata carregada de uma trompa de caça de vermelho e as restantes de um cacho de uvas de púrpura folhado de verde. Coroa mural de prata de quatro torres. Listel branco com a legenda a negro, em maiúsculas : “ FAZENDAS DE ALMEIRIM “.
- Bandeira - Esquartelada de branco e púrpura, cordões e borlas de prata e púrpura. Haste e lança de ouro.
- Selo: circular, com as peças do escudo sem a indicação de cores e metais, tudo envolvido por dois círculos concêntricos, onde corre a legenda: "Junta de Freguesia de Fazendas de Almeirim - Almeirim".[9]